# Primera División de Bolivia 1995
La Primera División de Bolivia 1995 fue la 45.ª edición de la Primera División de Bolivia de fútbol. El torneo lo organizó la Liga de Fútbol Profesional Boliviano (LFPB). San José ganó su segundo título, después de cuarenta años de su último triunfo.
Consistió en 2 torneos: Apertura bajo el formato de fase de grupos, semifinales y final, mientras que el Clausura con fase de grupos y hexagonal final. Los ganadores de cada torneo disputaron una final para definir el título de Campeón Nacional.
Como novedad cabe destacar la puntuación de acuerdo al nuevo Reglamento aplicado por la FIFA, que entró en vigencia desde agosto de 1994 y en donde cada equipo recibe 3 puntos por partido ganado, 1 punto por partido empatado y sin puntos por partidos perdidos.

## Equipos y Estadios
| Posición | Equipo ascendido de la Copa Simón Bolívar 1994 |
| -------- | ---------------------------------------------- |
| 1º       | Stormers                                       |

| Posición | Equipo descendido en el Torneo 1994 |
| -------- | ----------------------------------- |
| 12º      | Metalsan                            |

El número de equipos para la temporada 1995 sigue siendo 12, el mismo que la temporada anterior.
Metalsan terminó último en la Tabla del Descenso y fue relegado a la Segunda División luego de permanecer por 2 temporadas en Primera División. Fue reemplazado por el campeón de la Copa Simón Bolívar 1994, Stormers, que retorna a la LFPB tras 15 temporadas de ausencia.

### Datos de los equipos
| Equipo                  | Fundación                | Ciudad     | Estadio                 | Capacidad |
| ----------------------- | ------------------------ | ---------- | ----------------------- | --------- |
| Blooming                | 1 de mayo de 1946        | Santa Cruz | Ramón Tahuichi Aguilera | 35.000    |
| Bolívar                 | 12 de abril de 1925      | La Paz     | Hernando Siles          | 42.000    |
| Ciclón                  | 21 de septiembre de 1951 | Tarija     | IV Centenario           | 18.000    |
| Destroyers              | 14 de septiembre de 1948 | Santa Cruz | Ramón Tahuichi Aguilera | 35.000    |
| Guabirá                 | 13 de abril de 1962      | Montero    | Gilberto Parada         | 13.000    |
| Independiente Petrolero | 4 de abril de 1932       | Sucre      | Olímpico Patria         | 30.000    |
| Oriente Petrolero       | 5 de noviembre de 1955   | Santa Cruz | Ramón Tahuichi Aguilera | 35.000    |
| Real Santa Cruz         | 3 de mayo de 1960        | Santa Cruz | Ramón Tahuichi Aguilera | 35.000    |
| San José                | 19 de marzo de 1942      | Oruro      | Jesús Bermúdez          | 30.000    |
| Stormers                | 25 de enero de 1914      | Sucre      | Olímpico Patria         | 30.000    |
| The Strongest           | 8 de abril de 1908       | La Paz     | Hernando Siles          | 42.000    |
| Wilstermann             | 24 de noviembre de 1949  | Cochabamba | Félix Capriles          | 32.000    |

## Torneo Apertura

### Fase de grupos

#### Grupo A
| Pos | Equipo                  | Pts | PJ | G | E | P | GF | GC | Dif |
| --- | ----------------------- | --- | -- | - | - | - | -- | -- | --- |
| 1º  | Guabirá                 | 29  | 14 | 9 | 2 | 3 | 23 | 12 | 11  |
| 2º  | Oriente Petrolero       | 26  | 14 | 7 | 5 | 2 | 21 | 14 | 7   |
| 3º  | Independiente Petrolero | 20  | 14 | 6 | 2 | 6 | 22 | 27 | -5  |
| 4º  | Bolívar                 | 17  | 14 | 4 | 5 | 5 | 20 | 14 | 6   |
| 5º  | Real Santa Cruz         | 16  | 14 | 4 | 4 | 6 | 11 | 20 | -9  |
| 6º  | Wilstermann             | 15  | 14 | 4 | 3 | 7 | 16 | 19 | -3  |

Pts = Puntos; PJ = Partidos Jugados; G = Partidos Ganados; E = Partidos Empatados; P = Partidos Perdidos; GF = Goles Anotados; GC = Goles Recibidos; Dif = Diferencia de gol
Fixture
| Bolívar                 | 4 - 0 | Oriente Petrolero | Hernando Siles          | 4 de marzo | 16:00 |
| Independiente Petrolero | 2 - 0 | Guabirá           | Olímpico Patria         | 5 de marzo | 15:00 |
| Real Santa Cruz         | 0 - 0 | Wilstermann       | Ramón Tahuichi Aguilera | 5 de marzo | 18:00 |

| Independiente Petrolero | 2 - 1 | Wilstermann     | Olímpico Patria         | 11 de marzo | 15:00 |
| Bolívar                 | 0 - 0 | Guabirá         | Hernando Siles          | 12 de marzo | 16:00 |
| Oriente Petrolero       | 0 - 0 | Real Santa Cruz | Ramón Tahuichi Aguilera | 16 de marzo | 20:00 |

| Bolívar         | 3 - 1 | Independiente Petrolero | Hernando Siles          | 18 de marzo | 16:00 |
| Real Santa Cruz | 2 - 1 | Guabirá                 | Ramón Tahuichi Aguilera | 19 de marzo | 18:00 |
| Wilstermann     | 1 - 1 | Oriente Petrolero       | Félix Capriles          | 22 de marzo | 20:00 |

| Ciclón     | 1 - 0 | Real Santa Cruz         | IV Centenario           | 26 de marzo | 15:00 |
| Stormers   | 2 - 1 | Independiente Petrolero | Olímpico Patria         | 26 de marzo | 15:00 |
| San José   | 5 - 0 | Wilstermann             | Jesús Bermúdez          | 26 de marzo | 15:00 |
| Blooming   | 2 - 3 | Oriente Petrolero       | Ramón Tahuichi Aguilera | 26 de marzo | 20:00 |
| Bolívar    | 0 - 1 | The Strongest           | Hernando Siles          | 29 de marzo | 16:00 |
| Destroyers | 1 - 2 | Guabirá                 | Ramón Tahuichi Aguilera | 30 de marzo | 18:00 |

| Independiente Petrolero | 4 - 1 | Real Santa Cruz   | Olímpico Patria | 2 de abril | 15:00 |
| Bolívar                 | 2 - 0 | Wilstermann       | Hernando Siles  | 2 de abril | 16:00 |
| Guabirá                 | 0 - 0 | Oriente Petrolero | Gilberto Parada | 2 de abril | 18:00 |

| Wilstermann       | 1 - 2 | Guabirá                 | Félix Capriles          | 9 de abril  | 16:00 |
| Real Santa Cruz   | 0 - 0 | Bolívar                 | Ramón Tahuichi Aguilera | 9 de abril  | 18:00 |
| Oriente Petrolero | 4 - 1 | Independiente Petrolero | Ramón Tahuichi Aguilera | 11 de abril | 20:00 |

| Independiente Petrolero | 4 - 2 | Destroyers    | Olímpico Patria         | 16 de abril | 15:00 |
| Wilstermann             | 0 - 1 | The Strongest | Félix Capriles          | 16 de abril | 16:00 |
| Oriente Petrolero       | 2 - 1 | Bloooming     | Ramón Tahuichi Aguilera | 16 de abril | 18:00 |
| Guabirá                 | 5 - 3 | Stormers      | Gilberto Parada         | 18 de abril | 16:00 |
| Bolívar                 | 1 - 1 | San José      | Hernando Siles          | 19 de abril | 16:00 |
| Real Santa Cruz         | 3 - 0 | Ciclón        | Ramón Tahuichi Aguilera | 19 de abril | 18:00 |

| Wilstermann       | 4 - 0 | Real Santa Cruz         | Félix Capriles          | 23 de abril | 16:00 |
| Oriente Petrolero | 2 - 0 | Bolívar                 | Ramón Tahuichi Aguilera | 23 de abril | 18:00 |
| Guabirá           | 1 - 2 | Independiente Petrolero | Gilberto Parada         | 26 de abril | 18:00 |

| Wilstermann     | 4 - 0 | Independiente Petrolero | Félix Capriles          | 30 de abril | 16:00 |
| Guabirá         | 2 - 1 | Bolívar                 | Gilberto Parada         | 30 de abril | 18:00 |
| Real Santa Cruz | 0 - 1 | Oriente Petrolero       | Ramón Tahuichi Aguilera | 3 de mayo   | 20:00 |

| Independiente Petrolero | 2 - 1 | Bolívar         | Olímpico Patria         | 7 de mayo  | 15:00 |
| Guabirá                 | 2 - 0 | Real Santa Cruz | Gilberto Parada         | 8 de mayo  | 18:00 |
| Oriente Petrolero       | 2 - 0 | Wilstermann     | Ramón Tahuichi Aguilera | 10 de mayo | 20:00 |

| Independiente Petrolero | 0 - 0 | Stormers   | Olímpico Patria         | 20 de mayo | 16:00 |
| Wilstermann             | 2 - 1 | San José   | Félix Capriles          | 21 de mayo | 16:00 |
| The Strongest           | 0 - 0 | Bolívar    | Hernando Siles          | 21 de mayo | 16:00 |
| Oriente Petrolero       | 3 - 1 | Blooming   | Ramón Tahuichi Aguilera | 21 de mayo | 18:00 |
| Real Santa Cruz         | 1 - 0 | Ciclón     | Ramón Tahuichi Aguilera | 23 de mayo | 18:00 |
| Guabirá                 | 4 - 0 | Destroyers | Gilberto Parada         | 23 de mayo | 18:00 |

| Real Santa Cruz   | 2 - 0 | Independiente Petrolero | Ramón Tahuichi Aguilera | 26 de mayo | 20:00 |
| Wilstermann       | 2 - 2 | Bolívar                 | Félix Capriles          | 28 de mayo | 16:00 |
| Oriente Petrolero | 0 - 1 | Guabirá                 | Ramón Tahuichi Aguilera | 28 de mayo | 18:00 |

| Guabirá                 | 1 - 0 | Wilstermann       | Gilberto Parada | 31 de mayo | 18:00 |
| Bolívar                 | 6 - 1 | Real Santa Cruz   | Hernando Siles  | 31 de mayo | 20:00 |
| Independiente Petrolero | 2 - 2 | Oriente Petrolero | Olímpico Patria | 31 de mayo | 20:00 |

| Ciclón        | 1 - 1 | Real Santa Cruz         | IV Centenario           | 4 de junio | 15:00 |
| San José      | 2 - 0 | Bolívar                 | Jesús Bermúdez          | 4 de junio | 15:00 |
| Stormers      | 0 - 2 | Guabirá                 | Olímpico Patria         | 4 de junio | 15:00 |
| The Strongest | 0 - 1 | Wilstermann             | Hernando Siles          | 4 de junio | 16:00 |
| Blooming      | 1 - 1 | Oriente Petrolero       | Ramón Tahuichi Aguilera | 4 de junio | 18:00 |
| Destroyers    | 4 - 1 | Independiente Petrolero | Ramón Tahuichi Aguilera | 7 de junio | 20:00 |

#### Grupo B
| Pos | Equipo        | Pts | PJ | G | E | P  | GF | GC | Dif |
| --- | ------------- | --- | -- | - | - | -- | -- | -- | --- |
| 1º  | San José      | 27  | 14 | 8 | 3 | 3  | 29 | 12 | 17  |
| 2º  | The Strongest | 27  | 14 | 8 | 3 | 3  | 16 | 5  | 11  |
| 3º  | Stormers      | 18  | 14 | 5 | 3 | 6  | 15 | 19 | -4  |
| 4º  | Blooming      | 15  | 14 | 4 | 3 | 7  | 22 | 27 | -5  |
| 5º  | Ciclón        | 14  | 14 | 4 | 2 | 8  | 15 | 22 | -7  |
| 6º  | Destroyers    | 10  | 14 | 3 | 1 | 10 | 16 | 35 | -19 |

Pts = Puntos; PJ = Partidos Jugados; G = Partidos Ganados; E = Partidos Empatados; P = Partidos Perdidos; GF = Goles Anotados; GC = Goles Recibidos; Dif = Diferencia de gol
Fixture
| The Strongest | 1 - 0 | Stormers | Hernando Siles          | 4 de marzo  | 18:00 |
| Blooming      | 4 - 1 | Ciclón   | Ramón Tahuichi Aguilera | 4 de marzo  | 20:00 |
| Destroyers    | 1 - 1 | San José | Ramón Tahuichi Aguilera | 26 de abril | 20:00 |

| Ciclón     | 0 - 3 | San José      | IV Centenario           | 12 de marzo | 15:00 |
| Blooming   | 0 - 0 | The Strongest | Ramón Tahuichi Aguilera | 12 de marzo | 20:00 |
| Destroyers | 1 - 2 | Stormers      | Ramón Tahuichi Aguilera | 16 de marzo | 18:00 |

| Stormers      | 1 - 0 | Ciclón     | Olímpico Patria | 19 de marzo | 15:00 |
| San José      | 6 - 1 | Blooming   | Jesús Bermúdez  | 19 de marzo | 15:00 |
| The Strongest | 5 - 0 | Destroyers | Hernando Siles  | 19 de marzo | 16:00 |

| Ciclón     | 1 - 0 | Real Santa Cruz         | IV Centenario           | 26 de marzo | 15:00 |
| Stormers   | 2 - 1 | Independiente Petrolero | Olímpico Patria         | 26 de marzo | 15:00 |
| San José   | 5 - 0 | Wilstermann             | Jesús Bermúdez          | 26 de marzo | 15:00 |
| Blooming   | 2 - 3 | Oriente Petrolero       | Ramón Tahuichi Aguilera | 26 de marzo | 20:00 |
| Bolívar    | 0 - 1 | The Strongest           | Hernando Siles          | 29 de marzo | 16:00 |
| Destroyers | 1 - 2 | Guabirá                 | Ramón Tahuichi Aguilera | 30 de marzo | 18:00 |

| Ciclón   | 3 - 0 | Destroyers    | IV Centenario           | 2 de abril  | 15:00 |
| San José | 1 - 0 | The Strongest | Jesús Bermúdez          | 2 de abril  | 15:00 |
| Blooming | 1 - 0 | Stormers      | Ramón Tahuichi Aguilera | 26 de abril | 20:00 |

| The Strongest | 2 - 1 | Ciclón   | Hernando Siles          | 9 de abril  | 16:00 |
| Stormers      | 1 - 2 | San José | Olímpico Patria         | 9 de abril  | 15:00 |
| Destroyers    | 2 - 4 | Blooming | Ramón Tahuichi Aguilera | 12 de abril | 20:00 |

| Independiente Petrolero | 4 - 2 | Destroyers    | Olímpico Patria         | 16 de abril | 15:00 |
| Wilstermann             | 0 - 1 | The Strongest | Félix Capriles          | 16 de abril | 16:00 |
| Oriente Petrolero       | 2 - 1 | Bloooming     | Ramón Tahuichi Aguilera | 16 de abril | 18:00 |
| Guabirá                 | 5 - 3 | Stormers      | Gilberto Parada         | 18 de abril | 16:00 |
| Bolívar                 | 1 - 1 | San José      | Hernando Siles          | 19 de abril | 16:00 |
| Real Santa Cruz         | 3 - 0 | Ciclón        | Ramón Tahuichi Aguilera | 19 de abril | 18:00 |

| Ciclón   | 2 - 2 | Blooming      | IV Centenario   | 23 de abril | 15:00 |
| Stormers | 1 - 1 | The Strongest | Olímpico Patria | 23 de abril | 15:00 |
| San José | 4 - 0 | Destroyers    | Jesús Bermúdez  | 14 de mayo  | 15:00 |

| San José      | 3 - 2 | Ciclón     | Jesús Bermúdez  | 30 de abril | 15:00 |
| Stormers      | 2 - 1 | Destroyers | Olímpico Patria | 30 de abril | 16:00 |
| The Strongest | 2 - 0 | Blooming   | Hernando Siles  | 30 de abril | 16:00 |

| Ciclón     | 2 - 0 | Stormers      | IV Centenario           | 7 de mayo | 15:00 |
| Destroyers | 0 - 2 | The Strongest | Ramón Tahuichi Aguilera | 7 de mayo | 18:00 |
| Blooming   | 3 - 0 | San José      | Ramón Tahuichi Aguilera | 9 de mayo | 20:00 |

| Independiente Petrolero | 0 - 0 | Stormers   | Olímpico Patria         | 20 de mayo | 16:00 |
| Wilstermann             | 2 - 1 | San José   | Félix Capriles          | 21 de mayo | 16:00 |
| The Strongest           | 0 - 0 | Bolívar    | Hernando Siles          | 21 de mayo | 16:00 |
| Oriente Petrolero       | 3 - 1 | Blooming   | Ramón Tahuichi Aguilera | 21 de mayo | 18:00 |
| Real Santa Cruz         | 1 - 0 | Ciclón     | Ramón Tahuichi Aguilera | 23 de mayo | 18:00 |
| Guabirá                 | 4 - 0 | Destroyers | Gilberto Parada         | 23 de mayo | 18:00 |

| Destroyers    | 2 - 1 | Ciclón   | Ramón Tahuichi Aguilera | 26 de mayo | 18:00 |
| Stormers      | 3 - 2 | Blooming | Olímpico Patria         | 28 de mayo | 16:00 |
| The Strongest | 1 - 0 | San José | Hernando Siles          | 28 de mayo | 16:00 |

| Ciclón   | 1 - 0 | The Strongest | IV Centenario           | 31 de mayo  | 18:00 |
| Blooming | 0 - 2 | Destroyers    | Ramón Tahuichi Aguilera | 1 de junio  | 18:00 |
| San José | 0 - 0 | Stormers      | Jesús Bermúdez          | 11 de junio | 15:00 |

| Ciclón        | 1 - 1 | Real Santa Cruz         | IV Centenario           | 4 de junio | 15:00 |
| San José      | 2 - 0 | Bolívar                 | Jesús Bermúdez          | 4 de junio | 15:00 |
| Stormers      | 0 - 2 | Guabirá                 | Olímpico Patria         | 4 de junio | 15:00 |
| The Strongest | 0 - 1 | Wilstermann             | Hernando Siles          | 4 de junio | 16:00 |
| Blooming      | 1 - 1 | Oriente Petrolero       | Ramón Tahuichi Aguilera | 4 de junio | 18:00 |
| Destroyers    | 4 - 1 | Independiente Petrolero | Ramón Tahuichi Aguilera | 7 de junio | 20:00 |

### Fase Final
|  | Semifinales           | Semifinales           | Semifinales           |   |          | Final                 | Final                 | Final                 | Final                 |  |
|  | Del 26 al 30 de julio | Del 26 al 30 de julio | Del 26 al 30 de julio |   |          | Del 2 al 10 de agosto | Del 2 al 10 de agosto | Del 2 al 10 de agosto | Del 2 al 10 de agosto |  |
|  |                       |                       |                       |   |          |                       |                       |                       |                       |  |
|  |                       |                       |                       |   |          |                       |                       |                       |                       |  |
|  | Guabirá               | 0                     | 3                     |   |          |                       |                       |                       |                       |  |
|  | Guabirá               | 0                     | 3                     |   |          |                       |                       |                       |                       |  |
|  | The Strongest         | 1                     | 1                     |   |          |                       |                       |                       |                       |  |
|  | The Strongest         | 1                     | 1                     |   | San José | 1                     | 3                     | 1                     |                       |  |
|  |                       |                       |                       |   | San José | 1                     | 3                     | 1                     |                       |  |
|  |                       |                       | Guabirá               | 2 | 0        | 1                     |                       |                       |                       |  |
|  | San José Nota         | 2                     | Guabirá               | 2 | 0        | 1                     | 1                     |                       |                       |  |
|  | San José Nota         | 2                     |                       |   |          |                       | 1                     |                       |                       |  |
|  | Oriente Petrolero     | 2                     | 1                     |   |          |                       |                       |                       |                       |  |
|  | Oriente Petrolero     | 2                     | 1                     |   |          |                       |                       |                       |                       |  |
|  |                       |                       |                       |   |          |                       |                       |                       |                       |  |

En cada llave, el equipo ubicado en la primera línea es el que ejerce la localía en el partido de ida.
Nota: San José clasificó a la final por tener mejor puntaje y mejor diferencia de goles.

## Torneo Clausura

### Fase de grupos

#### Grupo A
| Pos | Equipo          | Pts | PJ | G | E | P | GF | GC | Dif |
| --- | --------------- | --- | -- | - | - | - | -- | -- | --- |
| 1º  | Bolívar         | 26  | 14 | 7 | 5 | 2 | 21 | 9  | 12  |
| 2º  | Guabirá         | 24  | 14 | 7 | 3 | 4 | 18 | 11 | 7   |
| 3º  | Wilstermann     | 18  | 14 | 5 | 3 | 6 | 15 | 15 | 0   |
| 4º  | Real Santa Cruz | 18  | 14 | 5 | 3 | 6 | 17 | 21 | -4  |
| 5º  | Stormers        | 16  | 14 | 4 | 4 | 6 | 17 | 18 | -1  |
| 6º  | Blooming        | 11  | 14 | 3 | 2 | 9 | 12 | 28 | -16 |

Pts = Puntos; PJ = Partidos Jugados; G = Partidos Ganados; E = Partidos Empatados; P = Partidos Perdidos; GF = Goles Anotados; GC = Goles Recibidos; Dif = Diferencia de gol
|  | Clasificados al Hexagonal Final. |

Fixture
| Stormers    | 0 - 1 | Real Santa Cruz | Olímpico Patria         | 13 de agosto | 15:00 |
| Wilstermann | 0 - 0 | Bolívar         | Félix Capriles          | 13 de agosto | 16:00 |
| Blooming    | 0 - 2 | Guabirá         | Ramón Tahuichi Aguilera | 13 de agosto | 20:00 |

| Bolívar         | 1 - 0 | Stormers | Hernando Siles          | 20 de agosto | 16:00 |
| Wilstermann     | 6 - 3 | Blooming | Félix Capriles          | 20 de agosto | 16:00 |
| Real Santa Cruz | 0 - 0 | Guabirá  | Ramón Tahuichi Aguilera | 20 de agosto | 18:00 |

| Guabirá  | 0 - 0 | Bolívar         | Gilberto Parada         | 28 de agosto | 18:00 |
| Stormers | 3 - 1 | Wilstermann     | Olímpico Patria         | 28 de agosto | 20:00 |
| Blooming | 1 - 3 | Real Santa Cruz | Ramón Tahuichi Aguilera | 30 de agosto | 20:00 |

| Stormers        | 1 - 1 | Independiente Petrolero | Olímpico Patria         | 3 de septiembre | 15:00 |
| Wilstermann     | 0 - 0 | San José                | Félix Capriles          | 3 de septiembre | 16:00 |
| Bolívar         | 1 - 0 | The Strongest           | Hernando Siles          | 3 de septiembre | 16:00 |
| Guabirá         | 4 - 1 | Ciclón                  | Gilberto Parada         | 3 de septiembre | 18:00 |
| Real Santa Cruz | 2 - 3 | Destroyers              | Ramón Tahuichi Aguilera | 3 de septiembre | 20:00 |
| Blooming        | 0 - 1 | Oriente Petrolero       | Ramón Tahuichi Aguilera | 6 de septiembre | 20:00 |

| Wilstermann | 0 - 1 | Guabirá         | Félix Capriles  | 9 de septiembre  | 16:00 |
| Stormers    | 2 - 1 | Blooming        | Olímpico Patria | 10 de septiembre | 15:00 |
| Bolívar     | 6 - 0 | Real Santa Cruz | Hernando Siles  | 13 de septiembre | 20:00 |

| Guabirá         | 3 - 1 | Stormers    | Gilberto Parada         | 17 de septiembre | 18:00 |
| Real Santa Cruz | 0 - 1 | Wilstermann | Ramón Tahuichi Aguilera | 17 de septiembre | 18:00 |
| Blooming        | 0 - 0 | Bolívar     | Ramón Tahuichi Aguilera | 20 de septiembre | 20:00 |

| Ciclón                  | 0 - 0 | Guabirá         | IV Centenario           | 24 de septiembre | 15:00 |
| Independiente Petrolero | 1 - 1 | Stormers        | Olímpico Patria         | 24 de septiembre | 15:00 |
| San José                | 1 - 0 | Wilstermann     | Jesús Bermúdez          | 24 de septiembre | 15:00 |
| The Strongest           | 0 - 1 | Bolívar         | Hernando Siles          | 24 de septiembre | 16:00 |
| Destroyers              | 1 - 2 | Real Santa Cruz | Ramón Tahuichi Aguilera | 24 de septiembre | 18:00 |
| Oriente Petrolero       | 5 - 1 | Blooming        | Ramón Tahuichi Aguilera | 27 de septiembre | 20:00 |

| Bolívar         | 0 - 0 | Wilstermann | Hernando Siles          | 1 de octubre | 16:00 |
| Guabirá         | 2 - 0 | Blooming    | Gilberto Parada         | 1 de octubre | 18:00 |
| Real Santa Cruz | 0 - 0 | Stormers    | Ramón Tahuichi Aguilera | 2 de octubre | 20:00 |

| Guabirá  | 1 - 2 | Real Santa Cruz | Gilberto Parada         | 8 de octubre  | 18:00 |
| Blooming | 2 - 1 | Wilstermann     | Ramón Tahuichi Aguilera | 8 de octubre  | 18:00 |
| Stormers | 1 - 3 | Bolívar         | Olímpico Patria         | 11 de octubre | 20:00 |

| Real Santa Cruz | 0 - 2 | Blooming | Ramón Tahuichi Aguilera | 15 de octubre | 20:00 |
| Wilstermann     | 2 - 0 | Stormers | Félix Capriles          | 15 de octubre | 20:00 |
| Bolívar         | 2 - 0 | Guabirá  | Hernando Siles          | 18 de octubre | 20:00 |

| Blooming        | 1 - 1 | Oriente Petrolero       | Ramón Tahuichi Aguilera | 21 de octubre | 18:00 |
| Stormers        | 1 - 1 | Independiente Petrolero | Olímpico Patria         | 22 de octubre | 15:00 |
| Wilstermann     | 3 - 2 | San José                | Félix Capriles          | 22 de octubre | 16:00 |
| Bolívar         | 1 - 2 | The Strongest           | Hernando Siles          | 22 de octubre | 16:00 |
| Guabirá         | 2 - 0 | Ciclón                  | Gilberto Parada         | 22 de octubre | 18:00 |
| Real Santa Cruz | 2 - 3 | Destroyers              | Ramón Tahuichi Aguilera | 22 de octubre | 20:00 |

| Real Santa Cruz | 1 - 1 | Bolívar     | Ramón Tahuichi Aguilera | 5 de noviembre | 18:00 |
| Guabirá         | 1 - 0 | Wilstermann | Gilberto Parada         | 6 de noviembre | 18:00 |
| Blooming        | 1 - 0 | Stormers    | Ramón Tahuichi Aguilera | 8 de noviembre | 20:00 |

| Bolívar     | 4 - 0 | Blooming        | Hernando Siles  | 12 de noviembre | 20:00 |
| Wilstermann | 1 - 0 | Real Santa Cruz | Félix Capriles  | 12 de noviembre | 20:00 |
| Stormers    | 4 - 2 | Guabirá         | Olímpico Patria | 12 de noviembre | 20:00 |

| Ciclón                  | 1 - 0 | Guabirá         | IV Centenario           | 18 de noviembre | 15:00 |
| Oriente Petrolero       | 1 - 0 | Blooming        | Ramón Tahuichi Aguilera | 18 de noviembre | 18:00 |
| Independiente Petrolero | 0 - 3 | Stormers        | Olímpico Patria         | 19 de noviembre | 15:00 |
| San José                | 2 - 0 | Wilstermann     | Jesús Bermúdez          | 19 de noviembre | 15:00 |
| The Strongest           | 5 - 1 | Bolívar         | Hernando Siles          | 19 de noviembre | 16:00 |
| Destroyers              | 1 - 4 | Real Santa Cruz | Ramón Tahuichi Aguilera | 19 de noviembre | 18:00 |

#### Grupo B
| Pos | Equipo                  | Pts | PJ | G | E | P | GF | GC | Dif |
| --- | ----------------------- | --- | -- | - | - | - | -- | -- | --- |
| 1º  | San José                | 24  | 14 | 7 | 3 | 4 | 21 | 14 | 7   |
| 2º  | Oriente Petrolero       | 23  | 14 | 5 | 8 | 1 | 24 | 14 | 10  |
| 3º  | Destroyers              | 23  | 14 | 7 | 2 | 5 | 24 | 24 | 0   |
| 4º  | The Strongest           | 17  | 14 | 4 | 5 | 5 | 19 | 17 | 2   |
| 5º  | Independiente Petrolero | 15  | 14 | 3 | 6 | 5 | 17 | 26 | -9  |
| 6º  | Ciclón                  | 12  | 14 | 2 | 6 | 6 | 14 | 22 | -8  |

Pts = Puntos; PJ = Partidos Jugados; G = Partidos Ganados; E = Partidos Empatados; P = Partidos Perdidos; GF = Goles Anotados; GC = Goles Recibidos; Dif = Diferencia de gol
|  | Clasificados al Hexagonal Final. |

Fixture
| Ciclón                  | 1 - 1 | The Strongest     | IV Centenario           | 13 de agosto | 15:00 |
| Destroyers              | 2 - 0 | San José          | Ramón Tahuichi Aguilera | 16 de agosto | 20:00 |
| Independiente Petrolero | 1 - 1 | Oriente Petrolero | Olímpico Patria         | 23 de agosto | 20:00 |

| Ciclón        | 2 - 2 | Independiente Petrolero | IV Centenario  | 20 de agosto | 15:00 |
| San José      | 2 - 0 | Oriente Petrolero       | Jesús Bermúdez | 20 de agosto | 15:00 |
| The Strongest | 2 - 0 | Destroyers              | Hernando Siles | 23 de agosto | 20:00 |

| Oriente Petrolero       | 2 - 2 | The Strongest | Ramón Tahuichi Aguilera | 29 de agosto | 20:00 |
| Destroyers              | 2 - 1 | Ciclón        | Ramón Tahuichi Aguilera | 30 de agosto | 20:00 |
| Independiente Petrolero | 4 - 0 | San José      | Olímpico Patria         | 30 de agosto | 20:00 |

| Stormers        | 1 - 1 | Independiente Petrolero | Olímpico Patria         | 3 de septiembre | 15:00 |
| Wilstermann     | 0 - 0 | San José                | Félix Capriles          | 3 de septiembre | 16:00 |
| Bolívar         | 1 - 0 | The Strongest           | Hernando Siles          | 3 de septiembre | 16:00 |
| Guabirá         | 4 - 1 | Ciclón                  | Gilberto Parada         | 3 de septiembre | 18:00 |
| Real Santa Cruz | 2 - 3 | Destroyers              | Ramón Tahuichi Aguilera | 3 de septiembre | 20:00 |
| Blooming        | 0 - 1 | Oriente Petrolero       | Ramón Tahuichi Aguilera | 6 de septiembre | 20:00 |

| Ciclón        | 1 - 1 | Oriente Petrolero       | IV Centenario           | 10 de septiembre | 15:00 |
| The Strongest | 1 - 1 | San José                | Hernando Siles          | 10 de septiembre | 16:00 |
| Destroyers    | 4 - 0 | Independiente Petrolero | Ramón Tahuichi Aguilera | 10 de septiembre | 18:00 |

| Oriente Petrolero       | 3 - 2 | Destroyers    | Ramón Tahuichi Aguilera | 16 de septiembre | 20:00 |
| San José                | 3 - 1 | Ciclón        | Jesús Bermúdez          | 17 de septiembre | 15:00 |
| Independiente Petrolero | 2 - 1 | The Strongest | Olímpico Patria         | 17 de septiembre | 15:00 |

| Ciclón                  | 0 - 0 | Guabirá         | IV Centenario           | 24 de septiembre | 15:00 |
| Independiente Petrolero | 1 - 1 | Stormers        | Olímpico Patria         | 24 de septiembre | 15:00 |
| San José                | 1 - 0 | Wilstermann     | Jesús Bermúdez          | 24 de septiembre | 15:00 |
| The Strongest           | 0 - 1 | Bolívar         | Hernando Siles          | 24 de septiembre | 16:00 |
| Destroyers              | 1 - 2 | Real Santa Cruz | Ramón Tahuichi Aguilera | 24 de septiembre | 18:00 |
| Oriente Petrolero       | 5 - 1 | Blooming        | Ramón Tahuichi Aguilera | 27 de septiembre | 20:00 |

| San José          | 5 - 0 | Destroyers              | Jesús Bermúdez          | 1 de octubre | 15:00 |
| Oriente Petrolero | 5 - 0 | Independiente Petrolero | Ramón Tahuichi Aguilera | 4 de octubre | 20:00 |
| The Strongest     | 2 - 1 | Ciclón                  | Hernando Siles          | 4 de octubre | 20:00 |

| Independiente Petrolero | 2 - 1 | Ciclón        | Olímpico Patria         | 8 de octubre  | 15:00 |
| Oriente Petrolero       | 1 - 1 | San José      | Ramón Tahuichi Aguilera | 8 de octubre  | 18:00 |
| Destroyers              | 2 - 0 | The Strongest | Ramón Tahuichi Aguilera | 11 de octubre | 20:00 |

| Ciclón        | 1 - 1 | Destroyers              | IV Centenario  | 15 de octubre | 15:00 |
| San José      | 2 - 0 | Independiente Petrolero | Jesús Bermúdez | 15 de octubre | 15:00 |
| The Strongest | 0 - 0 | Oriente Petrolero       | Hernando Siles | 15 de octubre | 16:00 |

| Blooming        | 1 - 1 | Oriente Petrolero       | Ramón Tahuichi Aguilera | 21 de octubre | 18:00 |
| Stormers        | 1 - 1 | Independiente Petrolero | Olímpico Patria         | 22 de octubre | 15:00 |
| Wilstermann     | 3 - 2 | San José                | Félix Capriles          | 22 de octubre | 16:00 |
| Bolívar         | 1 - 2 | The Strongest           | Hernando Siles          | 22 de octubre | 16:00 |
| Guabirá         | 2 - 0 | Ciclón                  | Gilberto Parada         | 22 de octubre | 18:00 |
| Real Santa Cruz | 2 - 3 | Destroyers              | Ramón Tahuichi Aguilera | 22 de octubre | 20:00 |

| Independiente Petrolero | 1 - 2 | Destroyers    | Olímpico Patria         | 5 de noviembre | 15:00 |
| San José                | 2 - 1 | The Strongest | Jesús Bermúdez          | 5 de noviembre | 15:00 |
| Oriente Petrolero       | 2 - 2 | Ciclón        | Ramón Tahuichi Aguilera | 8 de noviembre | 20:00 |

| Destroyers    | 2 - 2 | Oriente Petrolero       | Ramón Tahuichi Aguilera | 12 de noviembre | 20:00 |
| Ciclón        | 1 - 0 | San José                | IV Centenario           | 12 de noviembre | 20:00 |
| The Strongest | 2 - 2 | Independiente Petrolero | Hernando Siles          | 15 de noviembre | 20:00 |

| Ciclón                  | 1 - 0 | Guabirá         | IV Centenario           | 18 de noviembre | 15:00 |
| Oriente Petrolero       | 1 - 0 | Blooming        | Ramón Tahuichi Aguilera | 18 de noviembre | 18:00 |
| Independiente Petrolero | 0 - 3 | Stormers        | Olímpico Patria         | 19 de noviembre | 15:00 |
| San José                | 2 - 0 | Wilstermann     | Jesús Bermúdez          | 19 de noviembre | 15:00 |
| The Strongest           | 5 - 1 | Bolívar         | Hernando Siles          | 19 de noviembre | 16:00 |
| Destroyers              | 1 - 4 | Real Santa Cruz | Ramón Tahuichi Aguilera | 19 de noviembre | 18:00 |

### Hexagonal Final
| Pos | Equipo            | Pts | PJ | G | E | P | GF | GC | Dif |
| --- | ----------------- | --- | -- | - | - | - | -- | -- | --- |
| 1º  | San José          | 20  | 10 | 5 | 5 | 0 | 19 | 4  | 15  |
| 2º  | Guabirá           | 20  | 10 | 6 | 2 | 2 | 17 | 14 | 3   |
| 3º  | Bolívar           | 19  | 10 | 5 | 4 | 1 | 10 | 3  | 7   |
| 4º  | Oriente Petrolero | 11  | 10 | 3 | 2 | 5 | 12 | 18 | -6  |
| 5º  | Destroyers        | 8   | 10 | 2 | 2 | 6 | 13 | 22 | -9  |
| 6º  | Wilstermann       | 4   | 10 | 1 | 1 | 8 | 9  | 19 | -10 |

Pts = Puntos; PJ = Partidos Jugados; G = Partidos Ganados; E = Partidos Empatados; P = Partidos Perdidos; GF = Goles Anotados; GC = Goles Recibidos; Dif = Diferencia de gol

#### Fixture
| Destroyers  | 1 - 1 | San José          | Ramón Tahuichi Aguilera | 22 de noviembre | 18:00 |
| Wilstermann | 1 - 3 | Oriente Petrolero | Félix Capriles          | 22 de noviembre | 20:00 |
| Bolívar     | 3 - 0 | Guabirá           | Hernando Siles          | 22 de noviembre | 20:00 |

| Guabirá           | 1 - 1 | San José   | Gilberto Parada         | 25 de noviembre | 16:00 |
| Wilstermann       | 4 - 1 | Destroyers | Félix Capriles          | 26 de noviembre | 16:00 |
| Oriente Petrolero | 1 - 1 | Bolívar    | Ramón Tahuichi Aguilera | 26 de noviembre | 18:00 |

| Destroyers | 2 - 2 | Guabirá           | Ramón Tahuichi Aguilera | 29 de noviembre | 18:00 |
| Bolívar    | 1 - 0 | Wilstermann       | Hernando Siles          | 29 de noviembre | 20:00 |
| San José   | 3 - 1 | Oriente Petrolero | Jesús Bermúdez          | 29 de noviembre | 20:00 |

| Bolívar           | 2 - 0 | Destroyers | Hernando Siles          | 2 de diciembre | 16:00 |
| Wilstermann       | 0 - 1 | San José   | Félix Capriles          | 2 de diciembre | 16:00 |
| Oriente Petrolero | 2 - 4 | Guabirá    | Ramón Tahuichi Aguilera | 2 de diciembre | 18:00 |

| Guabirá    | 4 - 1 | Wilstermann       | Gilberto Parada         | 6 de diciembre | 18:00 |
| San José   | 0 - 0 | Bolívar           | Jesús Bermúdez          | 6 de diciembre | 20:00 |
| Destroyers | 0 - 1 | Oriente Petrolero | Ramón Tahuichi Aguilera | 6 de diciembre | 20:00 |

| Oriente Petrolero | 1 - 0 | Wilstermann | Ramón Tahuichi Aguilera | 9 de diciembre  | 20:00 |
| Guabirá           | 1 - 0 | Bolívar     | Gilberto Parada         | 10 de diciembre | 16:00 |
| San José          | 6 - 0 | Destroyers  | Jesús Bermúdez          | 10 de diciembre | 16:00 |

| Bolívar    | 2 - 1 | Oriente Petrolero | Hernando Siles          | 13 de diciembre | 20:00 |
| Destroyers | 3 - 2 | Wilstermann       | Ramón Tahuichi Aguilera | 13 de diciembre | 20:00 |
| San José   | 3 - 0 | Guabirá           | Jesús Bermúdez          | 13 de diciembre | 20:00 |

| Guabirá           | 2 - 1 | Destroyers | Gilberto Parada         | 17 de diciembre | 16:00 |
| Wilstermann       | 0 - 0 | Bolívar    | Félix Capriles          | 17 de diciembre | 16:00 |
| Oriente Petrolero | 1 - 1 | San José   | Ramón Tahuichi Aguilera | 17 de diciembre | 18:00 |

| Guabirá    | 1 - 0 | Oriente Petrolero | Gilberto Parada         | 21 de diciembre | 20:00 |
| San José   | 3 - 0 | Wilstermann       | Jesús Bermúdez          | 21 de diciembre | 20:00 |
| Destroyers | 0 - 1 | Bolívar           | Ramón Tahuichi Aguilera | 21 de diciembre | 20:00 |

| Bolívar           | 0 - 0 | San José   | Hernando Siles          | 23 de diciembre | 18:00 |
| Oriente Petrolero | 1 - 5 | Destroyers | Ramón Tahuichi Aguilera | 23 de diciembre | 18:00 |
| Wilstermann       | 1 - 2 | Guabirá    | Félix Capriles          | 23 de diciembre | 18:00 |

#### Definición del torneo
Los equipos de San José y Guabirá al empatar en puntos tuvieron que definir el torneo en un partido en cancha neutral.
| 27 de diciembre de 1995, 20:00 (UTC-4) | Guabirá           | 1:1 (2:4) pen. | San José             | Estadio Félix Capriles, Cochabamba |  |
|                                        | Chicho Suárez 18' | Reporte        | 22' Rolando Paniagua |                                    |  |

## Campeón
San José se proclamó campeón tras ganar los torneos Apertura y Clausura, haciendo historia al ganar su primer título de la Liga de Fútbol Profesional Boliviano.
|                                                          |
| San José 1° Título Liguero 2° Título de Primera División |

## Sistema de Descenso
Para definir los descensos y ascensos se realizó una tabla sumatoria de todo el año, dando los siguientes resultados:
| Pos | Equipo                  | PJ | PG | PE | PP | GF | GC | Dif | Pts |
| --- | ----------------------- | -- | -- | -- | -- | -- | -- | --- | --- |
| 1º  | Guabirá                 | 28 | 16 | 5  | 7  | 41 | 23 | 18  | 53  |
| 2º  | San José                | 28 | 15 | 6  | 7  | 50 | 26 | 24  | 51  |
| 3º  | Oriente Petrolero       | 28 | 12 | 13 | 3  | 45 | 28 | 17  | 49  |
| 4º  | The Strongest           | 28 | 12 | 8  | 8  | 35 | 22 | 13  | 44  |
| 5º  | Bolívar                 | 28 | 11 | 10 | 7  | 41 | 23 | 18  | 43  |
| 6º  | Independiente Petrolero | 28 | 9  | 8  | 11 | 39 | 53 | -14 | 35  |
| 7º  | Stormers                | 28 | 9  | 7  | 12 | 32 | 37 | -5  | 34  |
| 8º  | Real Santa Cruz         | 28 | 9  | 7  | 12 | 28 | 41 | -13 | 34  |
| 9º  | Destroyers              | 28 | 10 | 3  | 15 | 40 | 59 | -19 | 33  |
| 10º | Wilstermann             | 28 | 9  | 6  | 13 | 31 | 34 | -3  | 33  |
| 11º | Blooming                | 28 | 7  | 5  | 16 | 34 | 55 | -21 | 26  |
| 12º | Ciclón                  | 28 | 6  | 8  | 14 | 29 | 44 | -15 | 26  |

Pts = Puntos; PJ = Partidos Jugados; G = Partidos Ganados; E = Partidos Empatados; P = Partidos Perdidos; GF = Goles Anotados; GC = Goles Recibidos; Dif = Diferencia de gol
|  | Descenso Indirecto: Partidos de Promoción contra Chaco Petrolero (Subcampeón de la Copa Simón Bolívar 1995). |
|  | Descenso Directo: Reemplazado por Deportivo Municipal (Campeón de la Copa Simón Bolívar 1995)                |

### Partido por el descenso directo
Los equipos de Blooming y Ciclón empataron en puntos en la última posición de la tabla sumatoria, por lo que recurrieron a disputar un partido extra en cancha neutral. El perdedor descendió a segunda división mientras que el ganador disputó la serie ascenso-descenso indirecto para tratar de mantener la categoría.
| 25 de noviembre de 1995 | Blooming | 1:1 (8:7) pen. | Ciclón | Estadio Félix Capriles, Cochabamba |  |

### Serie Ascenso - Descenso Indirecto
| Club            | Ida (Santa Cruz) | Vuelta (La Paz) |
| --------------- | ---------------- | --------------- |
| Blooming        | 0                | 1 (5)           |
| Chaco Petrolero | 0                | 1 (6)           |

|  | Chaco Petrolero asciende a 1ª División. |
|  | Blooming desciende a 2ª División.       |